# Afzelia
Afzelia Sm. è un genere di piante arboree appartenente alla famiglia delle Fabacee.

## Tassonomia
Il genere comprende le seguenti specie:
- Afzelia africana Sm. ex Pers.
- Afzelia bella Harms
- Afzelia bipindensis Harms
- Afzelia cambodensis Hance
- Afzelia javanica (Miq.) J.Léonard
- Afzelia martabanica (Prain) J.Léonard
- Afzelia pachyloba Harms
- Afzelia parviflora (Vahl) Hepper
- Afzelia peturei De Wild.
- Afzelia quanzensis Welw.
- Afzelia rhomboidea (Blanco) Fern.-Vill.
- Afzelia xylocarpa (Kurz) Craib